# Georg-Volkmar Graf Zedtwitz von Arnim
Georg-Volkmar Graf Zedtwitz von Arnim-Nechlin (* 25. Juni 1925 in Nechlin oder Berlin; † 24. Juni 1993 in Frankfurt am Main) war ein deutscher Journalist und gilt als Mitbegründer der modernen Public Relations in Deutschland.

## Leben
Graf Zedtwitz von Arnim, als Autor auch Zedtwitz-Arnim, war der Sohn des Nechliner Gutsbesitzers Volkmar von Arnim († 1927), der 1926 die erste Lufthansa mitbegründet hatte und Verkehrsleiter der Deutschen Lufthansa AG war, und der Alice Zedtwitz von Arnim, geborene von Arnim-Suckow, aus einer anderen Linie des Adelsgeschlechts Arnim (ihr Ururgroßvater war ein Bruder des Offiziers Friedrich Wilhelm Ludwig von Arnim-Suckow). Nach dem frühen Tod seines Vaters 1927 durch einen Flugzeugabsturz war er Halbwaise und wurde 1935 von dem zweiten Ehemann seiner Mutter, dem Industrieberater Amadeo Graf von Zedtwitz († 1981), adoptiert. Georg-Volkmar Graf Zedtwitz von Arnim-Nechlin war Schüler am Landschulheim Neubeuern und am Lyceum Alpinum Zuoz. Er studierte Rechts- und Staatswissenschaften sowie Psychologie an der Universität Kiel und arbeitete danach als Journalist. Nach einem Auslandsaufenthalt in den USA kehrte er in den 1950er Jahren nach Deutschland zurück und lebte unter anderem in Offenbach. Er führte in der deutschen Industrie das Konzept der in den USA bereits etablierten Public Relations ein.

## Wirken
Zedtwitz-Arnim gilt als einer der Begründer der modernen PR im Nachkriegsdeutschland. Zusammen mit Albert Oeckl und anderen führte er die strategische Öffentlichkeitsarbeit als Funktion einer Unternehmensstabsstelle in Deutschland ein. Er war Public-Relations-Direktor bei KLM und von 1952 bis 1956 Pressechef der Air France Mittel- und Osteuropa in Frankfurt am Main, von 1956 bis 1959 PR-Chef bei der Telefunken GmbH, anschließend bei der BASF. Von 1960 bis 1962 hatte er die Geschäftsleitung der Deutschen Julius Klein Public Relations und Interpublic Gesellschaft für Öffentlichkeitsarbeit mbH. Ab 1963 war er als Nachfolger von Carl Hundhausen PR-Direktor bei Friedr. Krupp bzw. der Friedr. Krupp GmbH, wo er unter Berthold Beitz von 1963 bis 1977 Direktor der Stabsabteilung Information war. Schließlich wechselte er zur Vereinigung der Deutschen Elektrizitätswerke (VDEW), wo er ebenfalls als Leiter der Abteilung Information tätig war. Er war zudem Kurator des Deutschen Politologen-Verbands und Fellow des Londoner Institute of Public Relations. Nach seinem Ausscheiden leitete er ab 1990 zahlreiche Tagesseminare zu Themen der PR und Öffentlichkeitsarbeit und der politischen Etikette.
Als Journalist war Zedtwitz-Arnim Gesamtvorstandsmitglied des Deutschen Journalistenverbands (DJV), Vorsitzender des Ehrengerichts des Rheinisch-Westfälischen Journalistenverbandes (DJV-NRW), Vorsitzender des Fachausschusses für Journalisten in Wirtschaft und Verwaltung sowie Ehrenmitglied der Deutschen Public Relations Gesellschaft (DPRG) und der Agrupacion Espanola de Relaciones Publicas und Ehrenpräsident bei der Confédération Européenne des Relations Publiques (CERP).

## Publikationen
Zedtwitz-Arnim befasste sich im Buch Ein Ruf wie Donnerhall: Deutschenspiegel mit der Außenwirkung Deutschlands und der Deutschen in der Welt. Der Titel seines Buchs über moderne Public Relations Tu Gutes und rede darüber wurde das geflügelte Motto der gesamten PR-Wirtschaft. Weitere Veröffentlichungen:
- „[…] ein Ruf wie Donnerhall.“ Deutschenspiegel. Heyne, München 1978, ISBN 978-3-453-01213-4.
- Tu Gutes und rede darüber. Handbuch der Public Relations für die Wirtschaft. Heyne, München 1961; 3. Auflage 1978; weitere Auflage 1981, ISBN 978-3-453-53122-2.
- Degen gegen Maschinenpistole? oder Voltaire gegen den mißverstandenen Rousseau. Verlag f. Deutsche Wirtschaftsbiographien, 1982, ISBN 978-3-89022-009-3; 2. Auflage 1983.

## Trivia
Graf Zedtwitz von Arnim war evangelisch, hatte 1950 Gisela Fahlberg geheiratet und war ein Urgroßneffe von Samuel Clemens, bekannter als Mark Twain. Sein Sohn ist der in Politologie promovierte Forfait-Geschäftsführer Georg-Amadeo Graf Zedtwitz von Arnim.
1977 erhielt er das Bundesverdienstkreuz, 1983 den großen europäischen PR-Preis.